# European Ladies Team Cup
Der European Ladies Team Cup (ELTC) war ein Tischtenniswettbewerb für Damen-Nationalmannschaften, die Mitglied der Europäischen Tischtennisvereinigung ETTU sind. Er wurde seit 1994 jährlich im Januar durchgeführt. Erstmals waren in einem Damenturnier höhere Preisgelder zu gewinnen.
Eingeladen wurden die besten europäischen Teams. Sechs Mannschaften traten zunächst in zwei Dreiergruppen Jeder gegen Jeden an. Der Erste und Zweite jeder Gruppe erreichte das Halbfinale. Ein Mannschaftskampf wurde nach dem System Corbillon-Cup durchgeführt, das heißt, es wurden maximal vier Einzel und ein Doppel ausgespielt. Hatte eine Mannschaft drei Punkte erzielt, wurde der Kampf abgebrochen.

## 1994 Dülmen
Die erste Veranstaltung fand vom 22. bis 23. Januar 1994 in Dülmen in der Dreifachturnhalle des Schulzentrums statt. Es stand ein Preisgeld in Höhe von 10.500 DM zur Verfügung. Kurz vor Beginn des Turniers sagte Jie Schöpp ihre Teilnahme ab, für sie wurde Christina Fischer nachnominiert. Dennoch siegte die deutsche Mannschaft im Endspiel gegen Ungarn und gewann das Turnier.
| Platz | Mannschaft  | Preisgeld DM | Spieler                                           |
| ----- | ----------- | ------------ | ------------------------------------------------- |
| 1.    | Deutschland | 5.000        | Nicole Struse, Olga Nemes, Christina Fischer      |
| 2.    | Ungarn      | 3.000        | Csilla Bátorfi, Krisztina Tóth                    |
| 3.    | Rumänien    | 1.250        | Emilia Ciosu, Otilia Bădescu                      |
| 3.    | Niederlande | 1.250        | Bettine Vriesekoop, Gerdie Keen, Mirjam Hooman    |
| 5.    | England     |              | Lisa Lomas, Andrea Holt                           |
| 5.    | Schweden    |              | Marie Svensson, Åsa Svensson, Pernilla Pettersson |

## 1995 Dülmen
Auch die zweite Veranstaltung fand in Dülmen statt. Sie wurde vom 21. bis 22. Januar 1995 in der Sporthalle am Bache ausgetragen. Es stand ein Preisgeld in Höhe von 18.000 DM zur Verfügung. Olga Nemes nahm wegen ihrer Schwangerschaft nicht teil. Erneut siegte die deutsche Mannschaft im Endspiel gegen Rumänien.
Trotz der 3:2 Auftaktniederlage gegen Rumänien erreichte Deutschland das Halbfinale, wo es Ungarn mit 3:2 besiegte. Das Endspiel gegen Rumänien wurde mit 3:1 gewonnen.
| Platz | Mannschaft  | Preisgeld DM | Spieler                                                       |
| ----- | ----------- | ------------ | ------------------------------------------------------------- |
| 1.    | Deutschland | 8.000        | Nicole Struse, Jie Schöpp, Christina Fischer, Elke Schall     |
| 2.    | Rumänien    | 4.000        | Emilia Ciosu, Adriana Simion                                  |
| 3.    | Ungarn      |              | Csilla Bátorfi, Krisztina Tóth                                |
| 3.    | Schweden    |              | Marie Svensson, Åsa Svensson, Pernilla Pettersson             |
| 5.    | England     |              | Andrea Holt, Alison Gordon                                    |
| 5.    | Russland    |              | Jelena Timina, Irina Palina, Galina Melnik, Svetlana Bakhtina |

## 1996 Coesfeld
Die dritte Veranstaltung fand in Coesfeld statt. Sie wurde vom 20. bis 21. Januar 1996 in der Sporthalle am Schulzentrum ausgetragen. Es stand ein Preisgeld in Höhe von 18.500 DM zur Verfügung. Wieder siegte die deutsche Mannschaft. Den Sonderpreis von 500 DM als erfolgreichste Spielerin erhielt die Russin Jelena Timina.
Insgesamt 1800 Zuschauer kamen zu den Spielen.
In den Gruppenspielen gewann das deutsche Team gegen die Niederlande und gegen Rumänien und erreichte so das Halbfinale. Hier besiegte es Schweden mit 3:0. Auch das Finale gegen Russland endete mit einem 3:0-Sieg. Dies war der erste Erfolg gegen Russland seit April 1982.
| Platz | Mannschaft  | Preisgeld DM | Spieler                                                      |
| ----- | ----------- | ------------ | ------------------------------------------------------------ |
| 1.    | Deutschland | 8.000        | Nicole Struse, Jie Schöpp, Elke Schall                       |
| 2.    | Russland    | 4.000        | Jelena Timina, Irina Palina, (Galina Melnik, Ekaterina Edel) |
| 3.    | Niederlande | 2.000        | Gerdie Keen, Emily Noor, Mirjam Hooman                       |
| 3.    | Schweden    | 2.000        | Åsa Svensson, Pernilla Pettersson                            |
| 5.    | Ungarn      | 1.000        | Mária Fazekas, Gabriella Wirth, Zita Molnar                  |
| 5.    | Rumänien    | 1.000        | Georgeta Cojocaru, Adriana Simion                            |

## 1997 Coesfeld
Die vierte Veranstaltung fand wie im Vorjahr in Coesfeld statt. Sie wurde vom 25. bis 26. Januar 1997 in der Sporthalle am Schulzentrum ausgetragen. Das Preisgeld wurde auf 26.000 DM erhöht. Diesmal besiegte die russische Mannschaft im Endspiel das deutsche Damenteam. Erfolgreichste Spielerin war die Russin Irina Palina.
Kritisiert wurde, dass mehrere Teams nicht in stärkster Besetzung antraten.
Wegen einer Krankheit konnte Nicole Struse nicht mitwirken. Jie Schöpp erreichte nicht ihre Normalform. In den Gruppenspielen gewann die deutsche Mannschaft gegen England und verlor gegen Russland (erste Niederlage der deutschen Damennationalmannschaft nach 22 Siegen in Folge). Dies reichte zu Platz 2. Im Halbfinale besiegte sie Ungarn mit 3:0. Im Endspiel führten die Deutschen bereits mit 2:0, konnten aber die 2:3-Niederlage nicht abwenden.
| Platz | Mannschaft  | Preisgeld DM | Spieler                                             |
| ----- | ----------- | ------------ | --------------------------------------------------- |
| 1.    | Russland    | 12.000       | Jelena Timina, Irina Palina, Galina Melnik          |
| 2.    | Deutschland | 6.000        | Jie Schöpp, Elke Schall, Olga Nemes                 |
| 3.    | Ungarn      | 3.000        | Eva Braun, Vivien Elloe, Krisztina Tóth             |
| 3.    | Rumänien    | 3.000        | Emilia Ciosu, Adriana Nastase früher Adriana Simion |
| 5.    | England     | 1.000        | Andrea Holt, Lisa Lomas, Nicola Deaton              |
| 5.    | Italien     | 1.000        | Alessia Arisi, Laura Negrisoli                      |

## 1998 Bremen
Der fünfte ELTC fand in Bremen statt. Er wurde vom 24. bis 25. Januar 1998 in der Stadthalle Bremen ausgetragen. Das Preisgeld betrug 30.000 DM. Zum vierten Mal siegte die deutsche Mannschaft. Als erfolgreichste Spielerin erhielt Elke Schall den Sonderpreis von 1.000 DM. Insgesamt 1.600 Zuschauer besuchten die Veranstaltung.
In Gruppe A gewann die deutsche Mannschaft gegen Weißrussland und Schweden jeweils mit 3:0. Nach dem 3:1-Halbfinalerfolg gegen Ungarn setzte sie sich im Endspiel gegen Schweden mit 3:2 durch.
| Platz | Mannschaft   | Preisgeld DM | Spieler                                                               |
| ----- | ------------ | ------------ | --------------------------------------------------------------------- |
| 1.    | Deutschland  | 14.000       | Elke Schall, Olga Nemes, Nicole Struse Tanja Hofmann nicht eingesetzt |
| 2.    | Schweden     |              | Pernilla Pettersson, Marie Svensson                                   |
| 3.    | Ungarn       |              | Eva Braun, Mária Fazekas                                              |
| 3.    | Russland     |              | Jelena Timina, Irina Palina, Galina Melnik, Svetlana Bakhtina         |
| 5.    | Weißrussland |              | Wiktoryja Paulowitsch, Tatyana Logatzkaya, Tatyana Kostromina         |
| 5.    | Rumänien     |              | Mihaela Steff, Mihaela Encea                                          |

## 1999 Kleve
Der sechste ELTC fand in Kleve statt. Er wurde vom 23. bis 24. Januar 1999 in der Sporthalle Kleve-Kellen ausgetragen. Das Preisgeld betrug 30.000 DM. Zum fünften Mal siegte die deutsche Mannschaft. Als erfolgreichste Spielerin erhielt die Rumänin Mihaela Steff den Sonderpreis von 1.000 DM. Die Zuschauerresonanz blieb hinter den Erwartungen der Veranstalter zurück; nur 400 Zuschauer besuchten die Veranstaltung am zweiten Spieltag.
In Gruppe A belegte die deutsche Mannschaft nach einem 3:1-Erfolg über Schweden und einer 2:3-Niederlage gegen Rumänien Platz zwei. Damit erreichte sie das Halbfinale, wo sie sich gegen Ungarn mit 3:0 durchsetzte. Im Endspiel besiegte sie Russland ohne Satzverlust mit 3:0.
| Platz | Mannschaft  | Preisgeld DM | Spieler                                                         |
| ----- | ----------- | ------------ | --------------------------------------------------------------- |
| 1.    | Deutschland | 14.000       | Elke Schall, Olga Nemes, Nicole Struse, Qianhong Gotsch         |
| 2.    | Russland    |              | Irina Palina, Galina Melnik, Svetlana Ganina, Svetlana Bakhtina |
| 3.    | Ungarn      |              | Csilla Bátorfi, Krisztina Tóth                                  |
| 3.    | Rumänien    |              | Mihaela Steff, Antonela Manac, Otilia Bădescu                   |
| 5.    | Schweden    |              | Pernilla Pettersson, Marie Svensson                             |
| 5.    | England     |              | Nicola Deaton, Gemma Schwartz, Helen Lower                      |

## 2000 Hamm
Der siebente ELTC fand in Hamm statt. Er wurde vom 22. bis 23. Januar 2000 in der Sachsenhalle ausgetragen. Es siegte die rumänische Mannschaft. Als erfolgreichste Spielerin erhielt die Rumänin Mihaela Steff den Sonderpreis von 1.000 DM. Insgesamt 3.000 Zuschauer bedeuteten einen Rekord bei den bisherigen Veranstaltungen. Beklagt wurde das Fehlen von Spitzenspielerinnen aus Ungarn und Kroatien, aber auch Deutschland bot Qianhong Gotsch wegen anderer Termine nicht auf.
In Gruppe A belegte die deutsche Mannschaft nach einem 3:1-Erfolg über Russland und einem 3:0-Sieg über Italien Platz eins. Im Halbfinale setzte sie sich gegen Ungarn mit 3:1 durch. Das Endspiel gegen Rumänien ging mit 2:3 verloren.
| Platz | Mannschaft  | Preisgeld DM | Spieler                                             |
| ----- | ----------- | ------------ | --------------------------------------------------- |
| 1.    | Rumänien    |              | Mihaela Steff, Otilia Bădescu                       |
| 2.    | Deutschland |              | Elke Schall, Jie Schöpp, Olga Nemes, Nicole Struse, |
| 3.    | Ungarn      |              | Zita Molnar, Mária Fazekas                          |
| 3.    | Italien     |              | Alessia Arisi, Laura Negrisoli, Wang Yu             |
| 5.    | Kroatien    |              | Sandra Paović, Andrea Bakula, Eldijana Aganovic     |
| 5.    | Russland    |              | Svetlana Ganina, Svetlana Bakhtina, Galina Melnik   |